# Hospital General de Agudos Dr. Cosme Argerich
El Hospital General de Agudos Dr. Cosme Argerich es uno de los hospitales públicos metropolitanos de la ciudad de Buenos Aires, Argentina. Su dirección es Pi y Margall 750, (Colectivos: 8, 29, 33, 53, 64, 86, 152, 159, 168) y se encuentra dentro del barrio de La Boca.

## Historia
El antecedente más antiguo del Hospital Argerich es la Estación Sanitaria de La Boca, inaugurada en 1897 durante la gestión del intendente Francisco Alcobendas. Funcionaba en la calle Brandsen 555, y se trataba de una sencilla sala de auxilios construida por los mismos vecinos, que ellos llamaban familiarmente “La Asistencia”.
Con el aumento de la demanda y el rápido crecimiento del barrio, ya en 1900 fue necesario un nuevo edificio, inaugurado en Pinzón 546. El 28 de octubre de 1904 se le impuso al Hospital el nombre del Dr. Cosme Argerich.

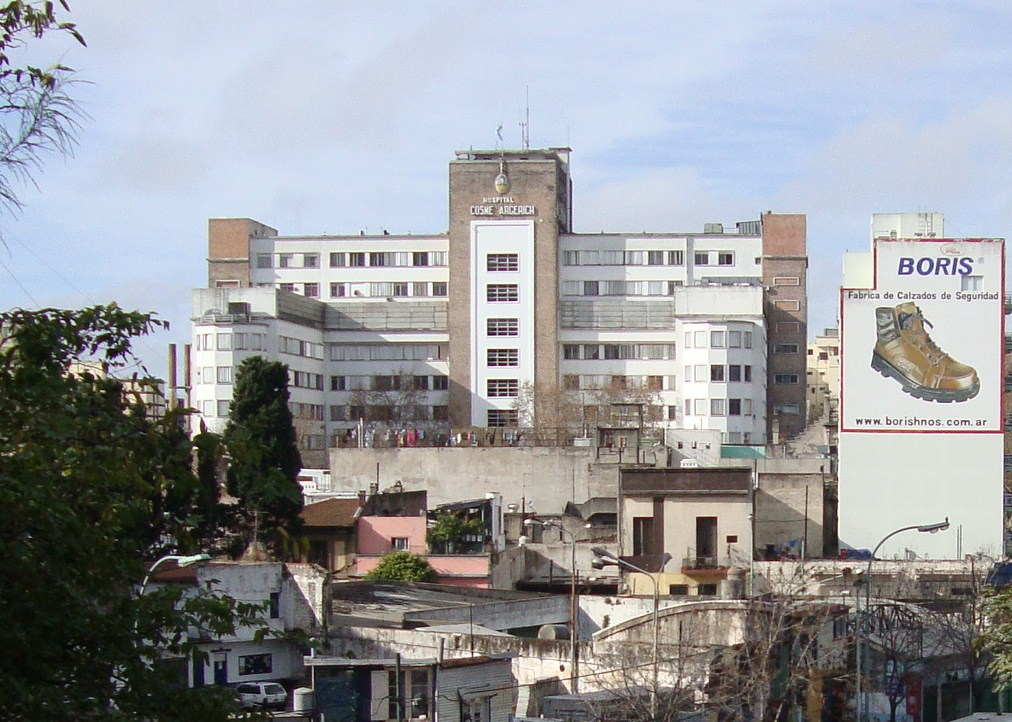
Vista actual desde el Parque Lezama.

El edificio actual del hospital fue construido por la Dirección General de Arquitectura del Ministerio de Obras Públicas de la Nación, y transferido –para su que comenzara a operar– a la Municipalidad de la Ciudad de Buenos Aires, el 8 de noviembre de 1945. El nuevo Hospital Argerich pudo finalmente inaugurarse el 30 de diciembre de 1945.
El hospital fue levantado en terrenos antes pertenecientes a la compañía de las Catalinas, fundada por Francisco Seeber a fines del siglo XIX. Esta empresa era la propietaria de un muelle y de dos grandes terrenos de depósitos portuarios, a los cuales les quedó el nombre de Catalinas Norte y Catalinas Sur.[cita requerida] La compañía desapareció en los años '40, vendiendo ambos extensos terrenos. Catalinas Sur, en el barrio de La Boca, fue más tarde transformado por la Municipalidad en un barrio de vivienda pública, y conservó su antiguo nombre, con el cual se conoce al conjunto habitacional hoy en día.
En 1952 se añade  el área de cirugía cardiovascular, el área de cirugía ileopancreática y diagnósticos y tratamientos hemodinamicos e infraestructura para 173 camas.
En 1997, fue remodelado nuevamente por el Gobierno de la Ciudad, según el proyecto de los arquitectos Aftalión-Bischof-Egozcué-Vidal.
En el año 2010 se produjeron en el hospital dependiente del Gobierno de la Ciudad 34 muertes debido a una bacteria. En 2020 se produjo el primer fallecimiento, en este hospital  a raíz del Coronavirus en Argentina y la primera muerte en la región.